# Dacia 1300
Der Dacia 1300, ein Lizenzbau des Renault 12, ist ein Pkw von Automobile Dacia. Er wurde von August 1969 bis 1982 produziert. Die Serienfertigung begann etwas früher als die des Renault 12. Der Renault 12 war als Weltauto konzipiert, mit seiner Plattform wurde auch in Brasilien der Ford Corcel mit etwas anderer Karosserie gebaut.
Anders als sein Vorgänger wurde der Dacia 1300 auch aus Rumänien exportiert. 1979 führten kleinere Modifikationen zum Typ 1310, der noch bis 2004 produziert wurde.

## Modelle

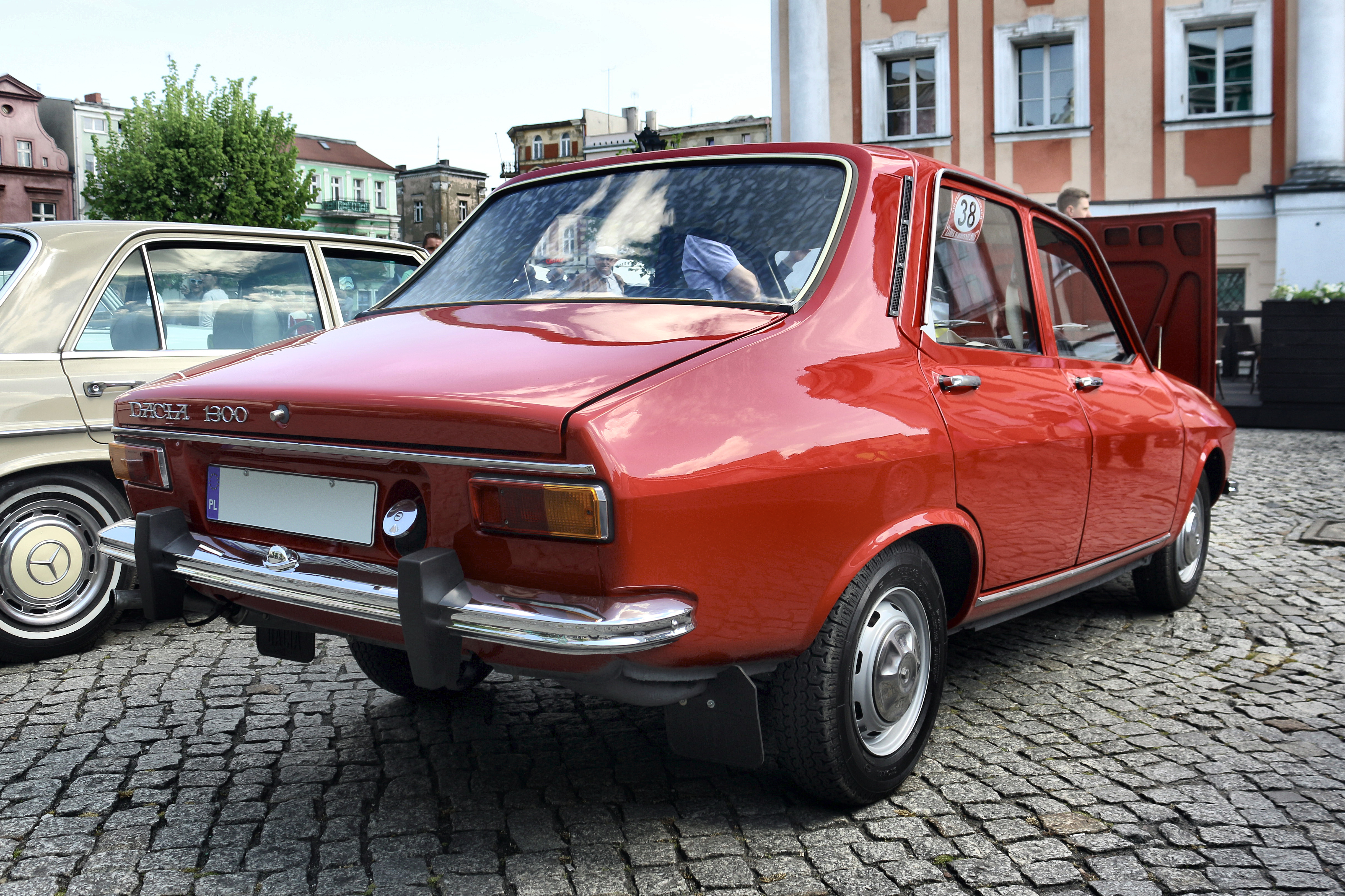
Heckansicht

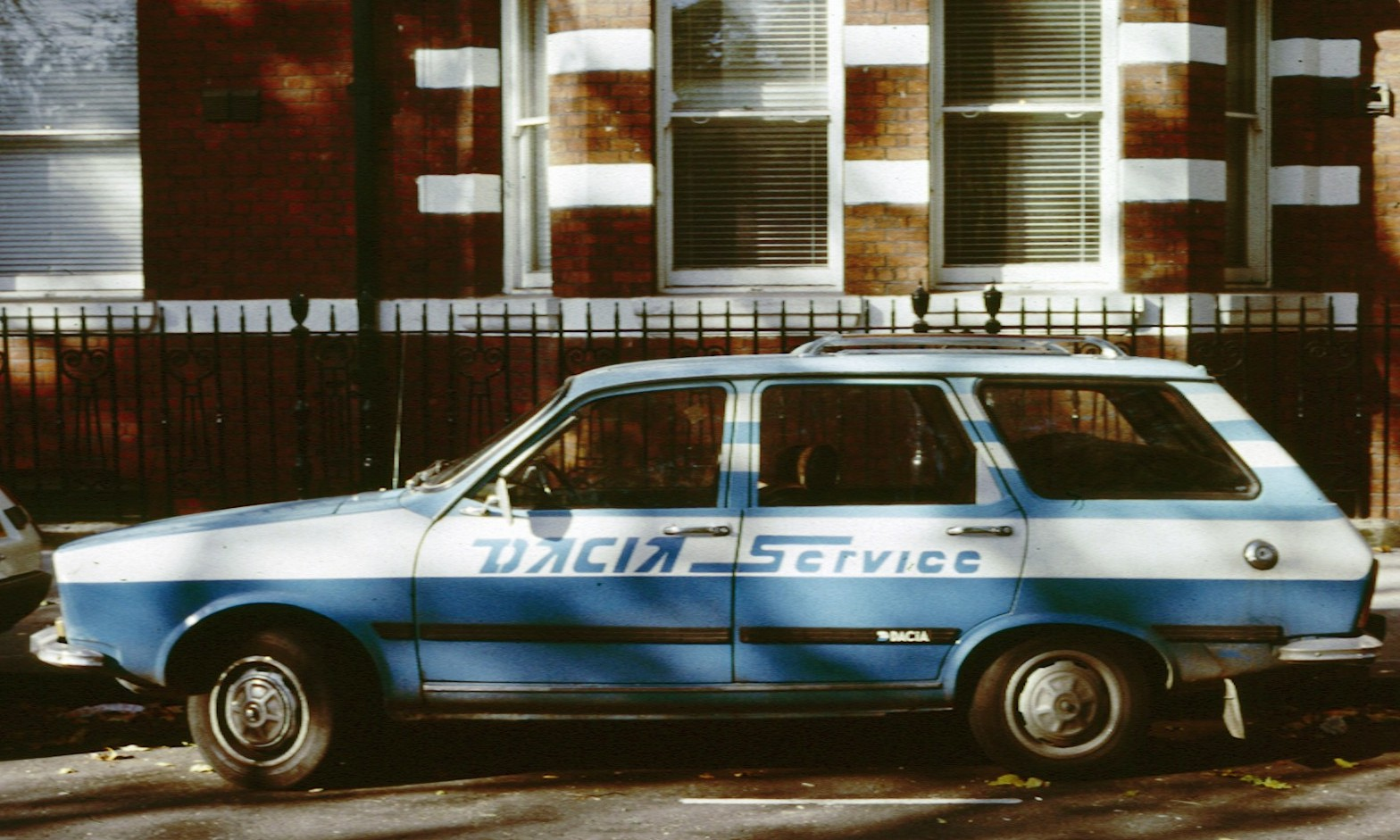
Kombi

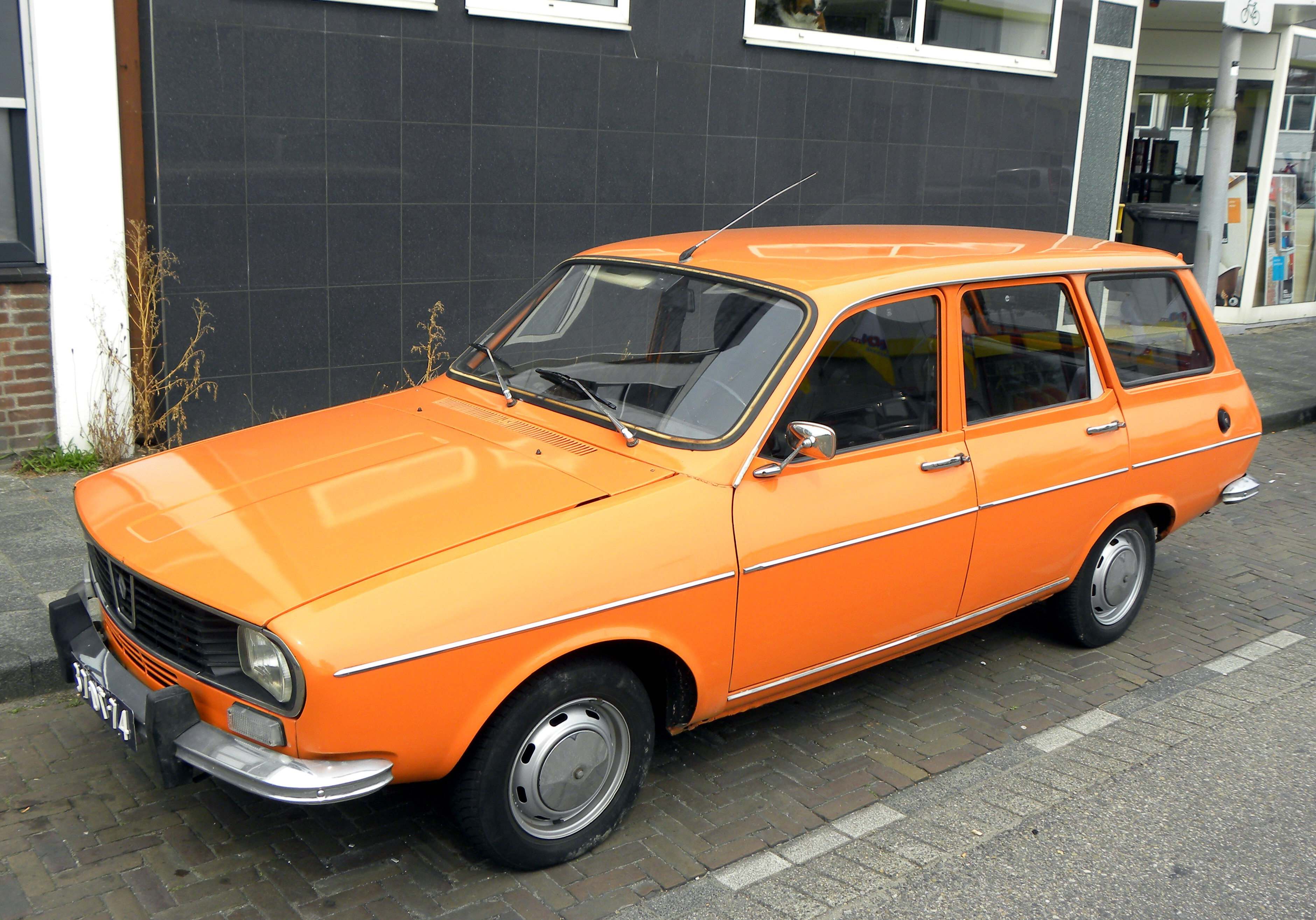
Baugleicher Renault 12

- 1300 (Limousine)
- 1300 L (Limousine, Lux)
- 1300 L S (Limousine, Lux Super)
- 1300 Break (Kombi)
- 1300 C (Pick-up)
- 1300 F (Lieferwagen)
- 1300 S (Notarztwagen)

Quelle:

## Technik
Der Dacia 1300 ist ein Fahrzeug, das mit verschiedenen Karosserievarianten gebaut wurde, unter anderem als Limousine, Kombi und Pickup-Truck. Er hat eine selbsttragende Karosserie mit vier Türen, einen längs vor der Vorderachse eingebauten Motor und Frontantrieb.

### Karosserie
Die Karosserie besteht im Wesentlichen aus zwei Komponenten: der Bodengruppe und dem darauf gebauten Fahrzeugkörper. Die Bodengruppe hat vorn und hinten je einen Halbrahmen, um Motor und Hinterachse aufzunehmen. Der aus mehreren Blechen zusammengeschweißte Fahrzeugkörper umfasst auch die hinteren Kotflügel und ist mit der Bodengruppe verschweißt. Er nimmt die vorderen Kotflügel, die vorn angeschlagene Motorhaube, Kofferraumklappe und die Türen auf. Der Überhang vorn beträgt 859 mm, hinten 1040 mm. Der Tank ist hinter der Hinterachse unter dem Kofferraum eingebaut und fasst 50 l. Das Reserverad steht seitlich im Kofferraum. Einige Anbauteile sind verchromt.

### Fahrwerk
Die Vorderräder sind einzeln an Doppelquerlenkern aufgehängt und werden unten an Dreiecksquerlenkern und oben an einfachen Querlenkern und einer Zugstrebe geführt. Auf dem oberen Lenker steht eine Feder-Dämpfer-Einheit, zusätzlich ist ein Querstabilisator eingebaut. Diese eher ungewöhnliche Konstruktion erforderte eine sorgfältige Vermessung und Einstellung der Vorderachsgeometrie alle 10.000 km, wenn die guten Fahreigenschaften des Dacia erhalten bleiben sollten. Die starre Hinterachse wird an je einem Längslenker links und rechts und in der Mitte oben an einem längs eingebauten Dreieckslenker geführt. Federn und Dämpfer stehen konzentrisch auf dem aus Blech geschweißten Achskörper, auch hier ist ein Querstabilisator eingebaut. Der Dacia 1300 hat eine Zahnstangenlenkung. Das Reifenformat ist 155 SR × 13.
Die Bremsanlage hängt von der Karosserieform ab. Die Limousine hat ein Einkreisbremssystem mit Bremskraftverstärker, während der Kombi ein Zweikreisbremssystem mit Bremskraftverstärker und Bremsdruckausgleich hat. Bei beiden Systemen sind an den Vorderrädern einfache Scheibenbremsen und an den Hinterrädern Bremstrommeln eingebaut. Die Feststellbremse wirkt mit einem Seilzug auf die Bremstrommeln der Hinterräder und wird bei Fahrzeugen früher Baujahre mit einem Hebel unter dem Armaturenbrett bedient; neuere Wagen haben hingegen einen Handbremshebel neben dem Fahrersitz.

### Motor

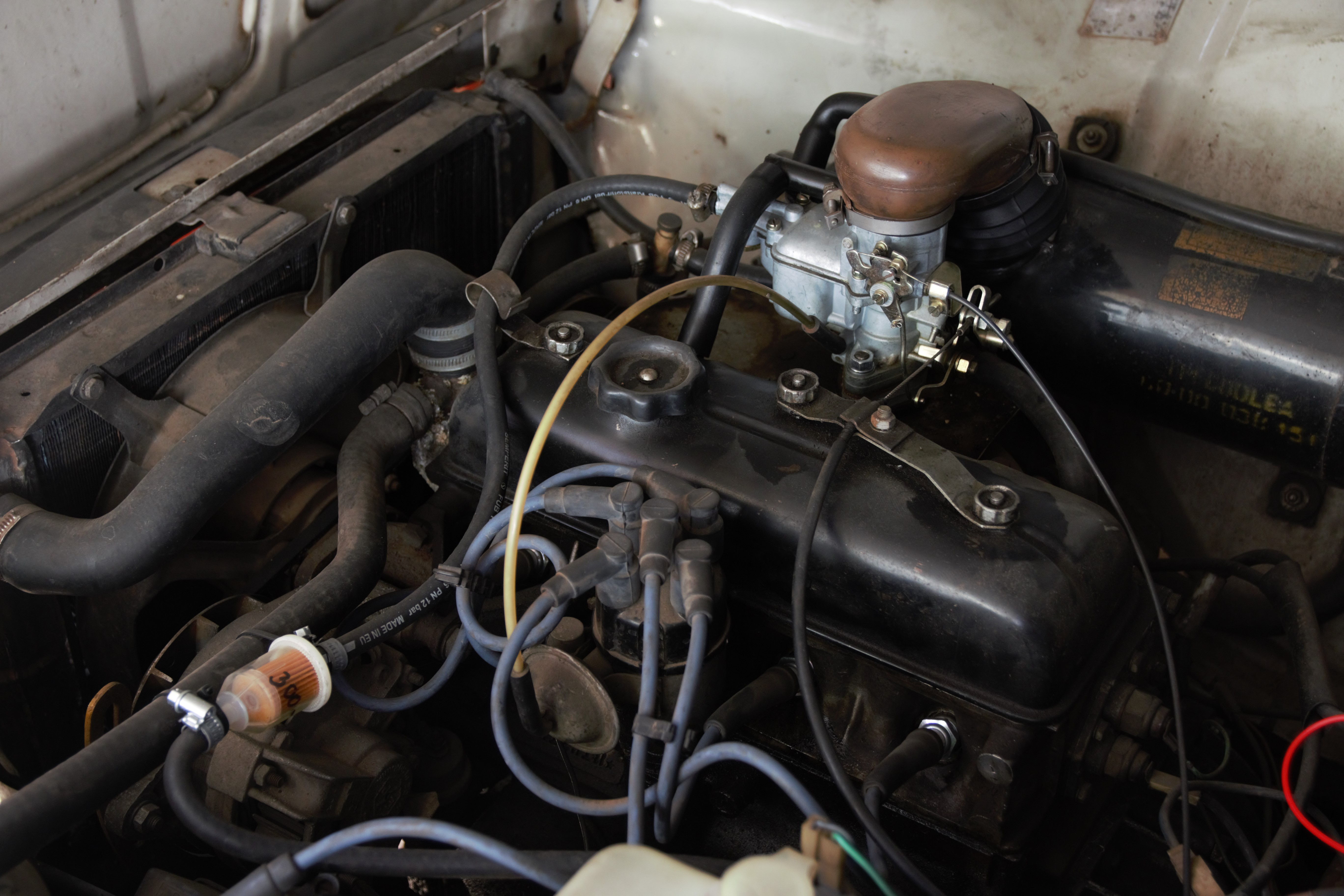
Motorraum eines Dacia 1300

Angetrieben wird der Dacia 1300 von einem flüssigkeitsgekühlten Reihenvierzylinder-Viertaktmotor mit untenliegender Nockenwelle und 1,3 Liter Hubraum, der nach dem Ottoverfahren arbeitet. Der Motorblock ist aus Grauguss gefertigt und der Zylinderkopf aus Aluminium. Der Motor hat eine fünffach gelagerte Kurbelwelle mit vier Gegengewichten, die Kolben haben zwei Kompressionsringe und einen Ölabstreifring. Die vierfach gelagerte Nockenwelle ist seitlich in den Zylinderblock eingebaut und wird mit einer Rollenkette von der Kurbelwelle angetrieben, die in einem Steuergehäuse an der Vorderseite des Motors läuft. Über Stößel, Stoßstangen und Kipphebel betätigt sie je Zylinder ein Einlass- und ein Auslassventil. Ansaugrohr und Auspuff sitzen am Zylinderkopf auf einer Seite. Unter der Zylinderkopfhaube sitzt die Kipphebelwelle mit den darauf gelagerten Kipphebeln. Das Kraftstoffluftgemisch wird von einem Fallstromvergaser aufbereitet, Standard ist ein Solex 32 EISA 2, teilweise sind es aber auch Solex 32 EISA 3, Carfil 32 IRM-Weber oder Carfil 32 IRMA.

### Kraftübertragung
Vom Motor wird die Antriebskraft über eine Einscheibentrockenkupplung auf ein längs eingebautes Vierganggetriebe übertragen. Das Getriebe ist auf seiner Rückseite an der Karosserie aufgehängt, die Getriebeausgangswelle ist unter der Getriebeeingangswelle in Fahrzeuglängsrichtung eingebaut und überträgt Kraft auf das Differenzialgetriebe, das hinter der Kupplungsglocke unterhalb der Getriebeeingangswelle unmittelbar in das Getriebegehäuse eingebaut ist. Die Antriebswellen sind quer zur Getrieberichtung mit dem Vorderachsdifferenzial verbunden und übertragen die Kraft auf die Vorderräder.

### Ausstattung
Unterschiede zum Renault 12 wies der Dacia 1300 in einigen Ausstattungsdetails auf. So wurde beim Dacia auf Heckscheibenheizung, Polsterung der Lenkradnabe und Stoffbezug der Sitze verzichtet.

## Technische Daten
| Kenngrößen                                           | 1300 (Limousine)                                                     |
| ---------------------------------------------------- | -------------------------------------------------------------------- |
| Fahrzeugmasse                                        | 900 kg                                                               |
| Maximal zulässige Gesamtmasse                        | 1320 kg                                                              |
| Maximal zulässige Achslast, Hinterachse              | 695 kg                                                               |
| Maximal zulässige Anhängemasse, gebremst             | 800 kg                                                               |
| Maximal zulässige Anhängemasse, ungebremst           | 400 kg                                                               |
| Maximal zulässige Gespannmasse (Fahrzeug + Anhänger) | 2080 kg                                                              |
| Länge                                                | 4340 mm                                                              |
| Breite                                               | 1636 mm                                                              |
| Höhe                                                 | 1434 mm                                                              |
| Radstand                                             | 2441 mm                                                              |
| Spurweite                                            | 1312 mm                                                              |
| Reifen                                               | 155 SR × 13 (145 SR × 13)                                            |
| Motorbauart                                          | Wassergekühlter Reihenvierzylinder                                   |
| Ventilsteuerung                                      | OHV                                                                  |
| Gemischaufbereitung                                  | Fallstromvergaser, Type Solex 32 EISA 2                              |
| Hubraum                                              | 1289 cm3                                                             |
| Bohrung × Hub                                        | 73 mm × 77 mm                                                        |
| Verdichtungsverhältnis                               | 1 : 8,5                                                              |
| Nennleistung (DIN 70020-6)                           | 39,7 kW (54 PS) bei 5250 min−1                                       |
| Max. Drehmoment (DIN 70020-6)                        | 94 N·m (9,6 m·kp)                                                    |
| Höchstgeschwindigkeit                                | 140 km/h                                                             |
| Beschleunigung, 0–100 km/h                           | 16,5 s                                                               |
| Kraftstoffverbrauch bei konstant x km/h in, l 100 km | 80…90 km/h: 7,5…8 l 105 km/h: 9 l 115 km/h: 10 l 140 km/h: 13 l      |
| Getriebe                                             | Vierganggetriebe mit Synchronisierung in den Vorwärtsgängen          |
| Getriebeübersetzungen                                | I: 1 : 3,615 II: 1 : 2,263 III: 1 : 1,480 IV: 1 : 1,032 R: 1 : 3,076 |
| Achsübersetzung                                      | 1 : 3,770                                                            |
| Quellen                                              | [ FH 4 ] [ FH 25 ] [ FH 26 ] [ FH 27 ] [ FH 12 ] [ FH 28 ] [ FH 6 ]  |

## Der Dacia 1300 in der DDR

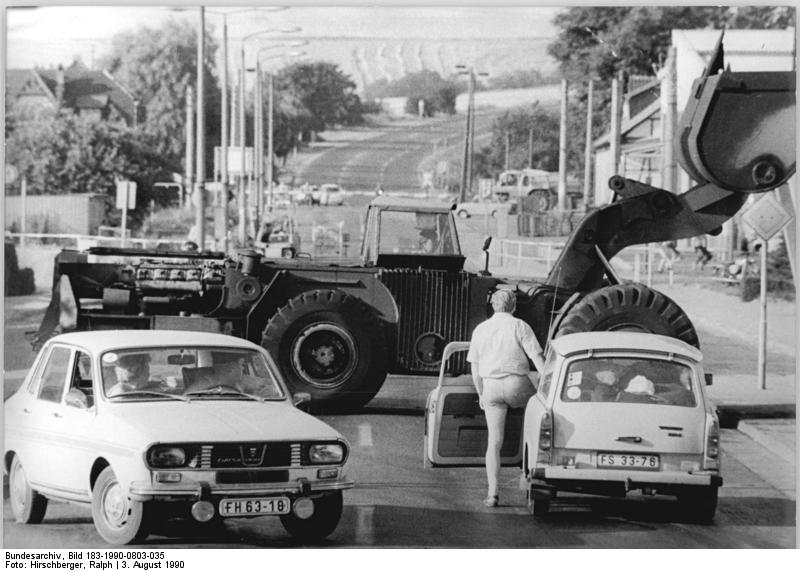
Ein Dacia 1300 im Straßenbild der DDR, 1990

In der DDR wurde der Dacia 1300 auf der Leipziger Messe 1972 vorgestellt. Er kostete 1973 zunächst 23.450 M.  Der Preis unterschied sich kaum von dem des Schiguli oder des Polski Fiat 125p. Anfangs wurde der Dacia mit großem Interesse aufgenommen, immerhin handelte es sich um den ersten überhaupt im Angebot befindlichen Pkw mit Viertaktmotor und Frontantrieb. Später jedoch war der Dacia für die schlechte Verarbeitungsqualität und starke Rostanfälligkeit berüchtigt, und ab 1976 war mit dem Zastava 101 ein konzeptionell ähnlicher, qualitativ wesentlich besserer Pkw erhältlich. 1977 wurde der Preis des Dacia auf 22.000 Mark abgesenkt. Im Testbericht der Fachpresse wurden dem Fahrzeug keine herausragenden, aber gute Eigenschaften bescheinigt. Kritik gab es am ausgeprägt untersteuernden Eigenlenkverhalten. Mängel gab es am rumänischen Vergaser nach Weber-Lizenz, dieser neigte unter anderem zum Vereisen.

## Dacia 1310
Mit dem Auslaufen des auf 10 Jahre befristeten Lizenzabkommens mit Renault, wurde es Dacia möglich, Weiterentwicklungen in eigener Regie zu veranlassen. Dies führte 1979 zum Typ 1310, den es auch wieder als Kombi und als Pick-up gab (Typ 1304). Letzterer hatte eine Starrachse mit Längsblattfedern,  Hinterradantrieb und eine Nutzmasse von 1 Tonne. Äußerlich erkennbar war der Typ 1310 an einer überarbeiteten Frontpartie mit Doppelscheinwerfern, sowie deutlich größeren Heckleuchten. Bedeutsame technische Änderungen beschränkten sich auf die Einführung einer Zweikreisbremsanlage und einen thermostatgesteuerten Elektrolüfter. Weiterhin gab einen sparsameren Vergaser, eine serienmäßige heizbare Heckscheibe und ein neues Armaturenbrett.
Ab 1983 war der Dacia durch veränderte Bohrung auch mit 1,2- und 1,4-l-Motor erhältlich sowie eine Variante mit 5-Gang-Getriebe. 1984/85 gab es mit den nunmehrigen Ausführungen MLS, TX, TLX erneut eine modifizierte Frontpartie mit geschwärztem Kunststoffgrill und weiterhin Doppelscheinwerfern. Diese Modelle hatten einen Unterdruck-Bremskraftverstärker. Noch in den 1980er Jahren sollen auch OHC-Motoren sowie ein Dieselmotor entwickelt worden sein, zu Serieneinführung kam es damals jedoch nicht. 1984 wurde ein Dacia Coupé unter der Bezeichnung Sport oder auch Brašovia herausgebracht, von dem in den 1980er Jahren pro Jahr etwa 1000 Stück hergestellt worden sein sollen. 1988 wurde zudem die Schrägheck-Variante Dacia 1320 präsentiert.
Im Laufe der 1990er Jahre wurde die Dacia 1310-Baureihe noch einige Male vor allem in der Frontpartie modifiziert, ohne dass sich an der Konzeption des Fahrzeugs etwas wesentliches änderte. 2004 wurde die Produktion beendet.

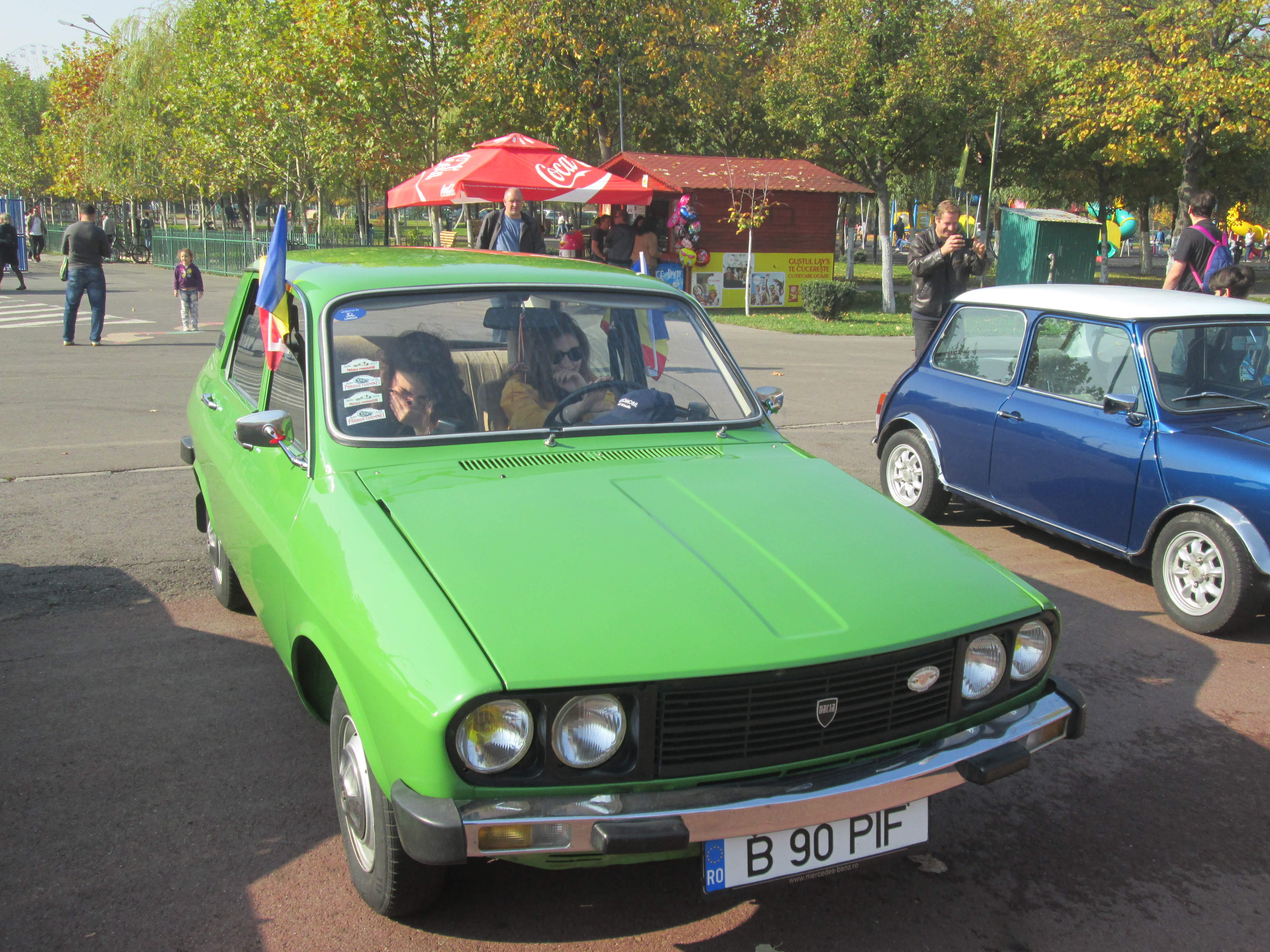
Dacia 1310, Ausführung 1979–1984
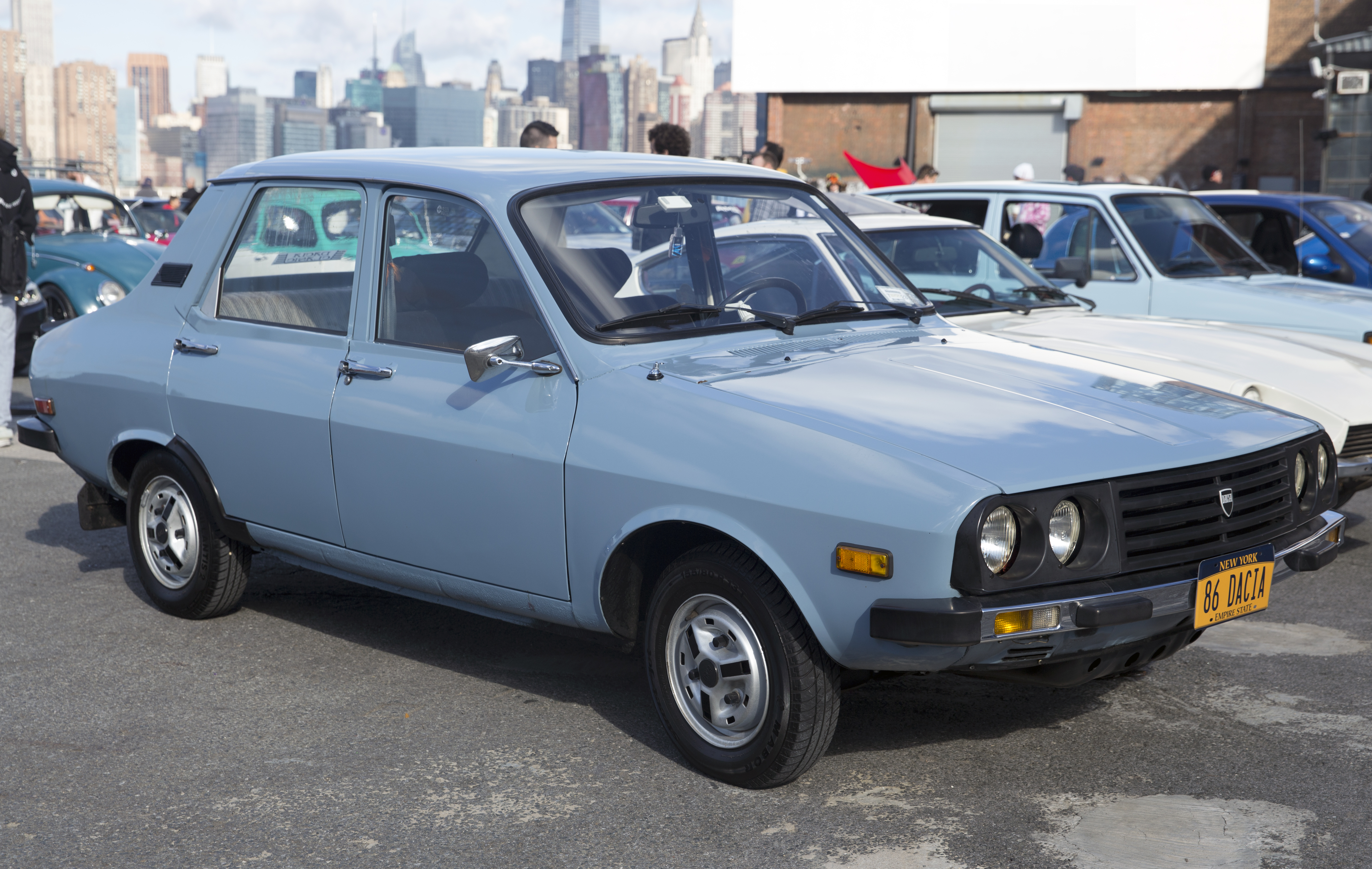
Dacia 1310, Ausführung 1984–1991
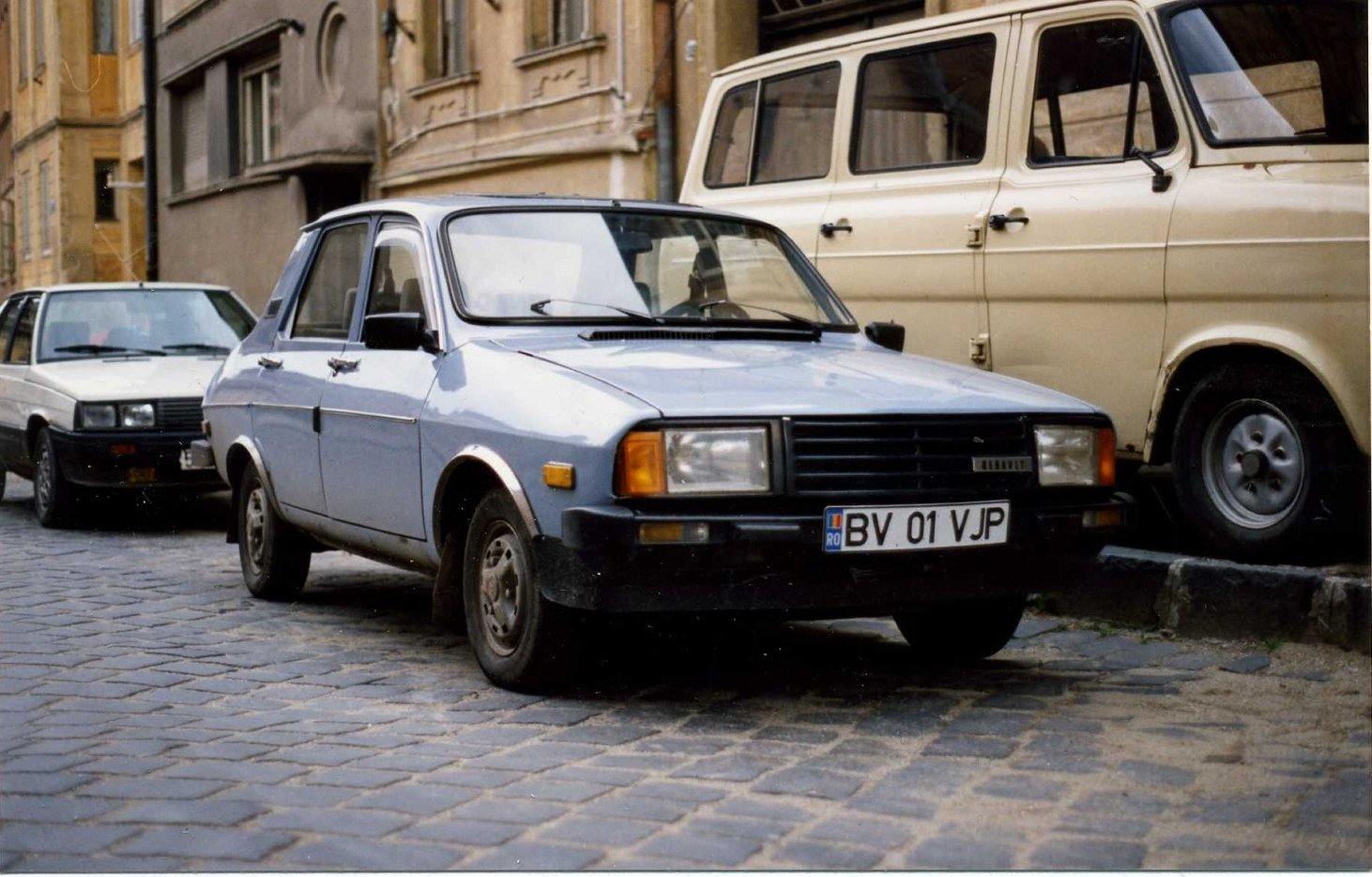
Dacia 1310, Ausführung 1991–1993
Dacia 1310, Ausführung 1993–1998
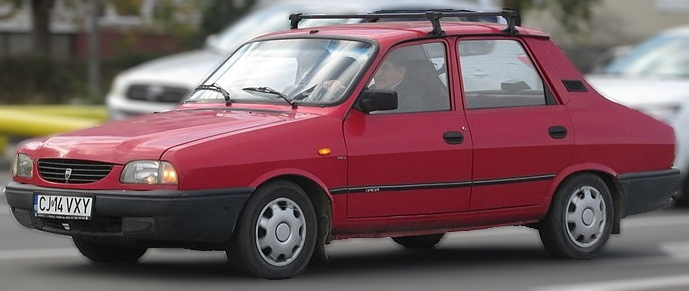
Dacia 1310, Ausführung 1998–2004
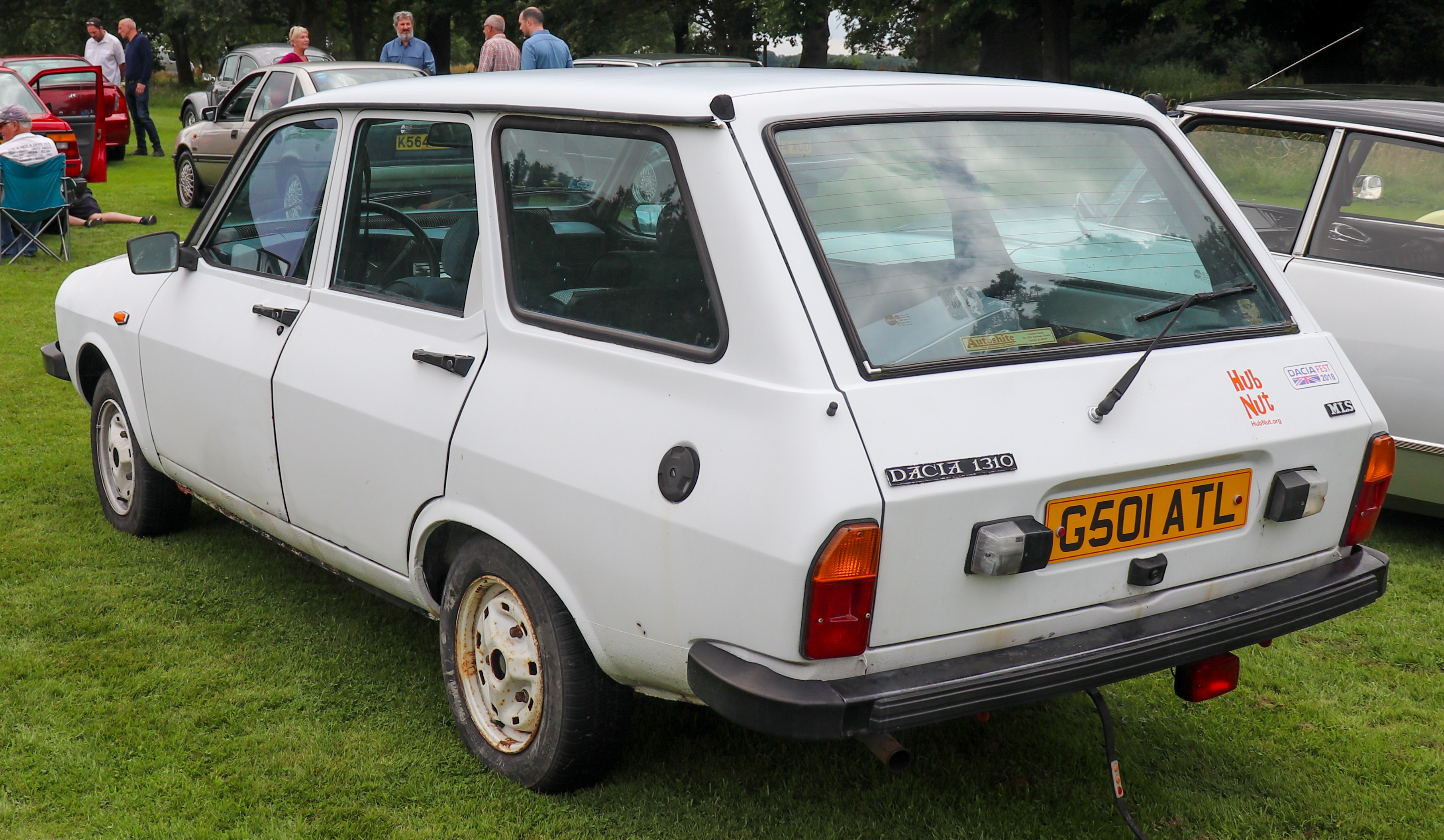
Dacia 1310 Kombi, 1990
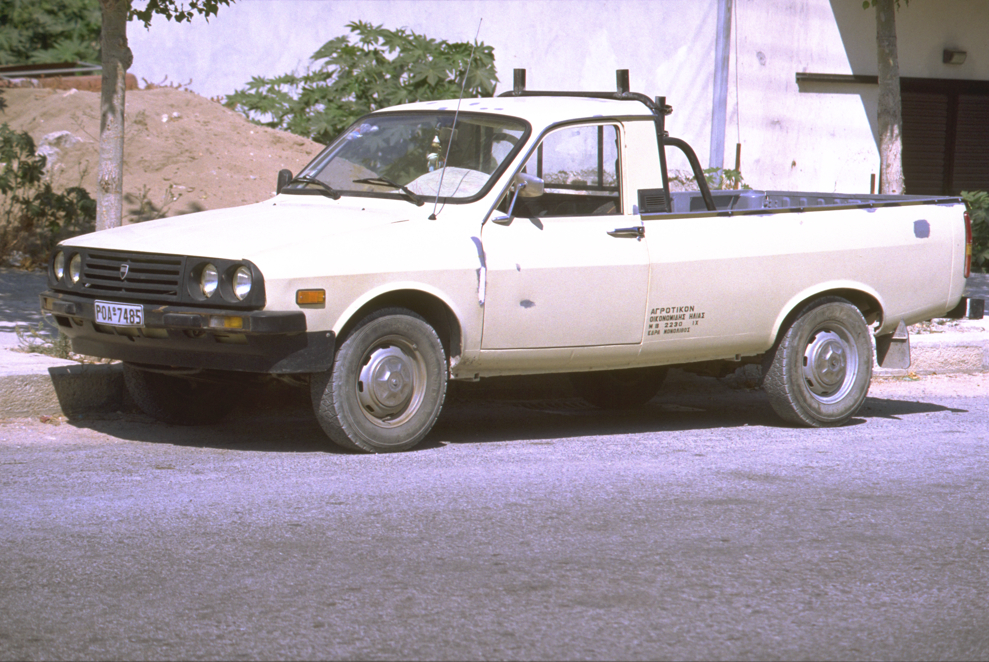
Dacia 1304 Pick-up, 1980er Jahre
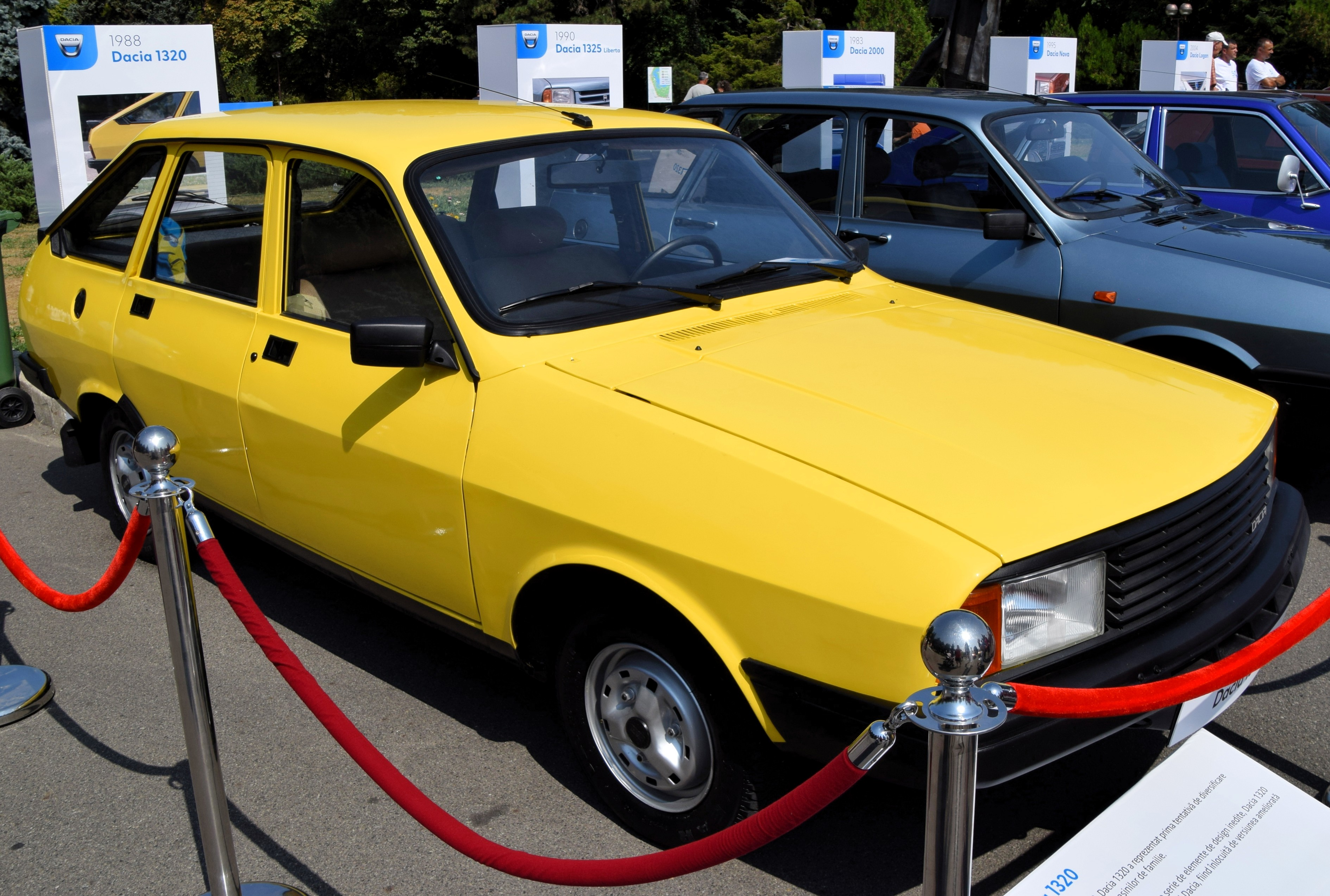
Dacia 1320
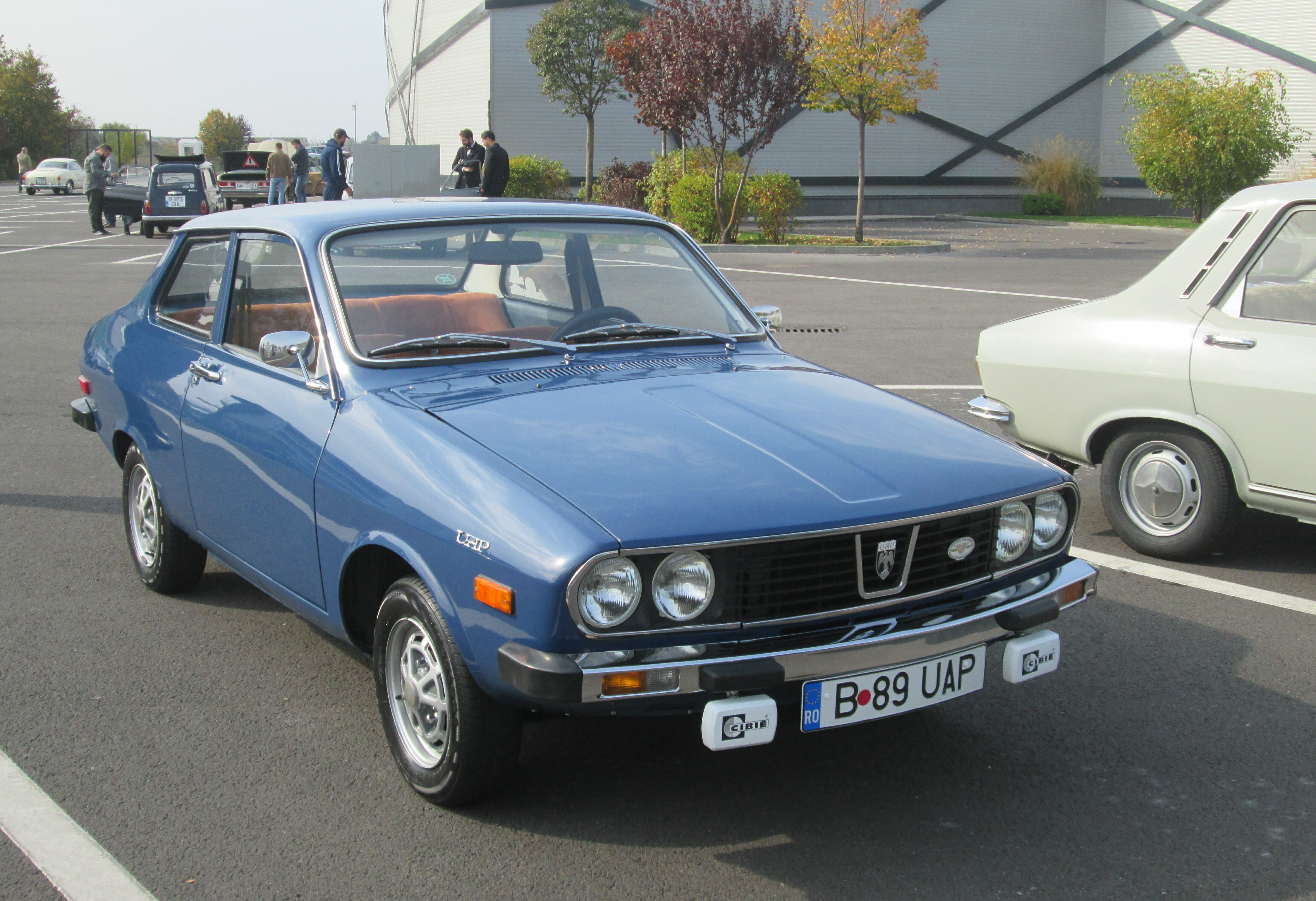
Dacia 1410 Coupé „Sport“, 1980er Jahre

### Export nach Deutschland

#### Export in die DDR
Der Dacia 1310 wurde wie schon der 1300 von der DDR importiert und war fester Bestandteil des Straßenbildes. Der Neupreis lag mit 23.572 Mark etwas höher als beim 1300, der Preis wurde 1981 auf 24.950 Mark angehoben und blieb dann zumindest bis 1984 konstant. Es blieb dabei, dass nur die Limousine mit dem 1,3-l-Motor importiert wurde.

#### Export in die BRD
Der Kölner Automobilimporteur J. A. Woodhouse versuchte 1983, den Dacia 1310 unter der Marke ARO als ARO Familia in der Bundesrepublik Deutschland zu verkaufen. Der Familia hatte eine schwarze Kunststoffmaske an der Wagenfront, in die links und rechts je zwei Rundscheinwerfer eingelassen waren, sowie Kunststoffzierat an der C-Säule. Der Wagen sollte als viertürige Limousine und als Kombi verkauft werden; als Einstiegspreis gab J. A. Woodhouse 7.650 DM an. Der Importeur bekam allerdings die Qualitätsmängel des Dacia nicht in den Griff. Insgesamt entstanden nur zwei Prototypen. Ein regulärer Import kam nicht zustande.